# Джувейні
Ала-ад-Дін Ата-Мелік Джувейні (1226—1283) (перс. علاءالدین عطا ملک جوینی) — перський історик, автор титанічної праці «Таріхі джахангушай» («Історія завойовника світу», 1260), присвяченої Чингісхану.

## Історія завойовника світу
Праця Джувейні «Історія завойовника світу» складається з трьох частин:
1. Перша частина присвячена Монгольській імперії від перших походів Чингісхана до смерті Гуюкхана.
2. Друга частина оповідає про історію держави хорезмшахів та історію монгольських намісників в Ірані.
3. Третя частина оповідає про похід Хулагу в Іран (1256—1258) і історію держави ісмалітів-назаритів (1090—1258)